# Mathilde Gros

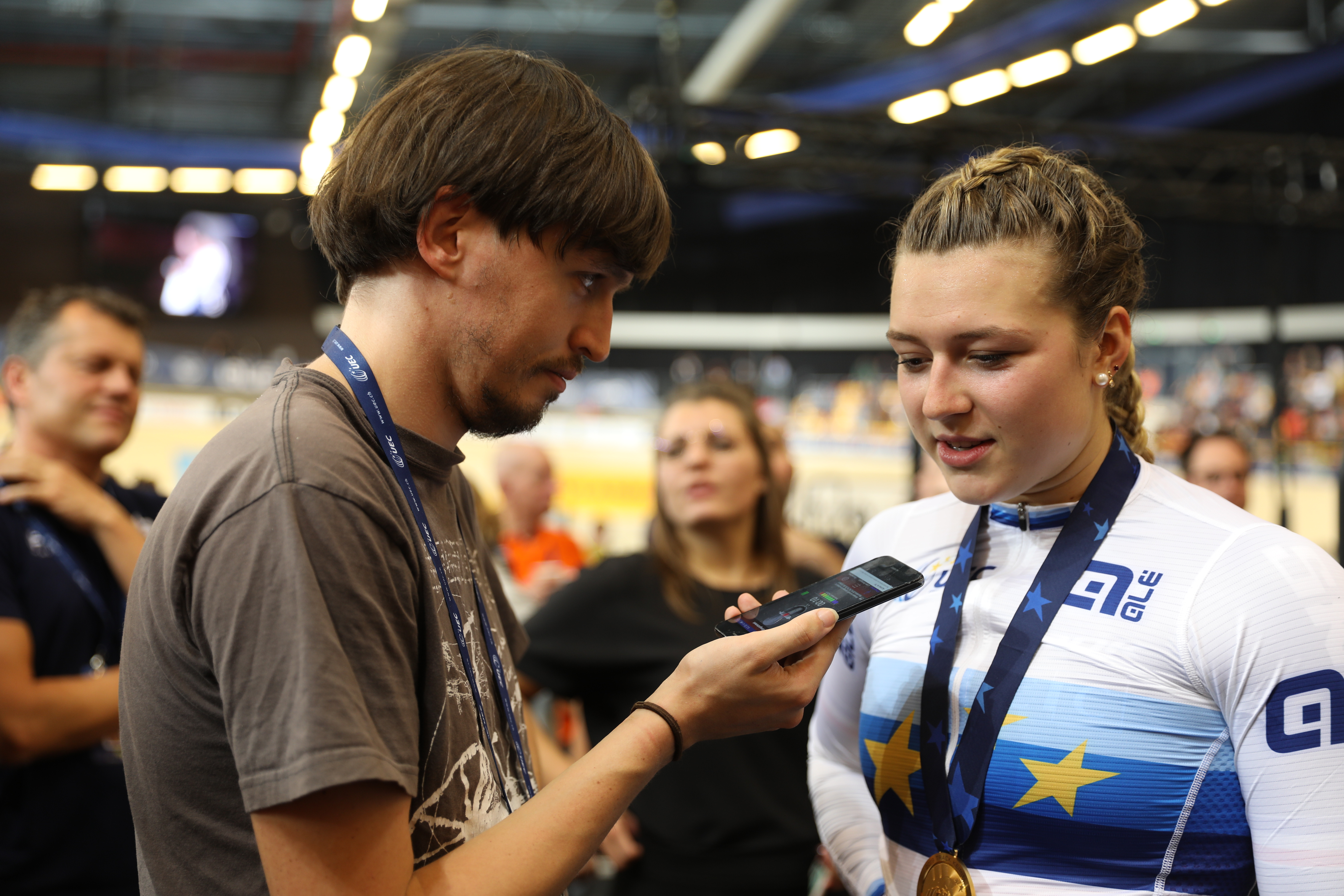
Gros im Interview (2019)

Mathilde Frédérique Hélène Marie Gros (* 24. Oktober 1999 in Salon-de-Provence) ist eine französische Radsportlerin, die auf Kurzzeitdisziplinen auf der Bahn spezialisiert ist. Der französische Radsportverband FFC beschrieb die Stärke von Gros als eine „Mischung aus Frische und Gelassenheit“.

## Sportliche Laufbahn
Im Alter von drei Jahren begann Mathilde Gros Basketball zu spielen, was sie 13 Jahre lang intensiv betrieb mit dem Ziel, Profispielerin zu werden. Während eines Trainingslagers im Jahre 2012 bestieg sie ein Wattbike. Ihre Leistung war so beeindruckend, dass ihr Masseur den französischen Radsportverband FFC informierte. 2014 wurde sie vom Verband zu einem Test eingeladen. Daraufhin wurde ihr angeboten, an einem Programm des Institut national du sport (INSEP) zur Vorbereitung auf die Olympischen Spiele 2020 in Tokio teilzunehmen.
2015 wurde Gros französische Junioren-Meisterin im Sprint sowie im 500-Meter-Zeitfahren. 2016 wurde Mathilde Gros zweifache Junioren-Europameisterin im Sprint und im 500-Meter-Zeitfahren. Im selben Jahr konnte sie im Alter von 17 Jahren national in der Elite zwei Meistertitel im Keirin und im Zeitfahren erringen.
2017 startete Gros erstmals bei zwei Läufen des Bahnrad-Weltcups international in der Elite und belegte in der Gesamtwertung des Keirin-Weltcups Rang acht. Bei den Bahnradsport-Europameisterschaften der Junioren/U23 2017 errang sie die Titel im Sprint, Keirin und im Zeitfahren, im Teamsprint wurde sie mit Melissandre Pain Vize-Europameisterin. Im selben Jahr wurde sie zweifache französische Meisterin im 500-Meter-Zeitfahren, nämlich sowohl in der Elite wie auch bei den Juniorinnen. Im Rennen der Elite-Frauen stellte sie dabei mit 34,607 Sekunden einen neuen Juniorinnen-Rekord auf, der zuvor seit 2006 von Sandie Clair gehalten wurde. Clair belegte in diesem Rennen Rang zwei. Bei den Bahnradsport-Europameisterschaften 2017 der Elite in Berlin errang sie hinter Kristina Vogel die Silbermedaille im Sprint.
Bei den Bahnradsport-Europameisterschaften 2018 in Glasgow errang Mathilde Gros zwei Medaillen: Im Keirin gewann sie den Titel und im Sprint die Bronzemedaille. Im Jahr darauf belegte sie bei den Bahnweltmeisterschaften im polnischen Pruszków im Sprint Rang drei, bei den Europaspielen Rang zwei. Zudem wurde sie 2019 zweifache Europameisterin: bei den U23-Europameisterschaften im 500-Meter-Zeitfahren und bei den Europameisterin der Elite im Keirin. Bei den Bahnradsport-Europameisterschaften 2021 belegte sie Platz drei im Sprint. 
2022 stellte den bisherigen Höhepunkt von Gros’ Karriere dar, sie konnte in diesem Jahr als weltbeste Sprinterin betrachtet werden: Neben zwei Siegen im Nations Cup wurde sie im Oktober vor Heimpublikum in Saint-Quentin-en-Yvelines wurde sie Sprint-Weltmeisterin und dominierte anschließend die Sprint-Wettbewerbe der Track Champions League, deren Kurzzeit-Wertung sie gewann.
Gros vertrat Frankreich 2021 und 2024 bei den Olympischen Spielen jeweils im Sprint und Keirin; ihre beste Platzierung war ein achter Platz 2024 im Keirin.

## Erfolge
2015
- Französische Junioren-Meisterin – Sprint, 500-Meter-Zeitfahren

2016
- Junioren-Europameisterin – Sprint, 500-Meter-Zeitfahren
- Französische Meisterin – Keirin, 500-Meter-Zeitfahren

2017
- Junioren-Europameisterin – Sprint, Keirin, 500-Meter-Zeitfahren
- Junioren-Europameisterschaft – Teamsprint (mit Melissandre Pain)
- Französische Meisterin – Sprint, Keirin, 500-Meter-Zeitfahren
- Französische Junioren-Meisterin – Sprint, Keirin, 500-Meter-Zeitfahren
- Junioren-Weltmeisterin – Sprint, Keirin, 500-Meter-Zeitfahren
- Europameisterschaft – Sprint

2018
- Europameisterin – Keirin
- Europameisterschaft – Sprint
- Französische Meisterin – Sprint, Keirin

2019
- Weltmeisterschaft – Sprint
- Europaspiele – Sprint
- U23-Europameisterin – Sprint
- U23-Europameisterschaft – 500-Meter-Zeitfahren
- Französische Meisterin – Sprint, Keirin, 500-Meter-Zeitfahren
- Europameisterin – Keirin

2021
- Europameisterschaft – Sprint

2022
- Nations Cup in Glasgow – Keirin
- Nations Cup in Cali – Sprint
- Europameisterschaft – Sprint
- Französische Meisterin – Sprint, Keirin
- Weltmeisterin – Sprint
- Gesamtwertung UCI Track Champions League – Kurzzeit / vier Einzelsiege

2023
- Französische Meisterin – Sprint, Keirin, 500-Meter-Zeitfahren
- Nations Cup in Jakarta – Sprint

2024
- Nations Cup in Milton – Sprint

2025
- Nations Cup in Konya – Keirin